# Semen Radułow
Semen Iwanowycz Radułow (ukr. Семен Іванович Радулов; ur. 30 sierpnia 1989) – ukraiński zapaśnik startujący w stylu wolnym. Zajął dwunaste miejsce na mistrzostwach świata w 2015 i 2017. Trzeci w mistrzostwach Europy w 2016. Brązowy medalista uniwersjady w 2013. Uniwersytecki wicemistrz świata w 2012. Czwarty w Pucharze Świata w 2011 roku.